# Liste der Kulturgüter in Jouxtens-Mézery
Die Liste der Kulturgüter in Jouxtens-Mézery enthält alle Objekte in der Gemeinde Jouxtens-Mézery im Kanton Waadt, die gemäss der Haager Konvention zum Schutz von Kulturgut bei bewaffneten Konflikten, dem Bundesgesetz vom 20. Juni 2014 über den Schutz der Kulturgüter bei bewaffneten Konflikten sowie der Verordnung vom 29. Oktober 2014 über den Schutz der Kulturgüter bei bewaffneten Konflikten unter Schutz stehen.
Objekte der Kategorie A sind im Gemeindegebiet nicht ausgewiesen, Objekte der Kategorie B sind vollständig in der Liste enthalten, Objekte der Kategorie C fehlen zurzeit (Stand: 1. Januar 2023).

## Kulturgüter
| Foto |                                                                                       | Objekt | Kat. | Typ | Standort                               | Beschreibung |
| ---- | ------------------------------------------------------------------------------------- | --- | ---- | --- | -------------------------------------- | ------------ |
| ja   | Datei hochladen · Wikidata zu Schloss Mézery (Malereien) (Q29890894)                  | Schloss Mézery / Château de Mézery KGS-Nr.: 06113                                                           | B    | G   | Chemin de Mézery 19 535468 / 156407    |              |
| BW   | Datei hochladen · Wikidata zu Herrenhaus (Rivier) mit Landhaus und Garage (Q29890895) | Herrenhaus (Rivier) mit Landhaus und Garage / Maison de maître (Rivier) avec rural et garage KGS-Nr.: 06114 | B    | G   | Chemin de Champvent 13 535628 / 155537 |              |